# مسجد شیخ ابوالحسن
مسجد شیخ ابوالحسن مربوط به دوره رضاشاه است و در اراک، خیابان شهید بهشتی واقع شده و این اثر در تاریخ ۲۵ آبان ۱۳۸۷ با شمارهٔ ثبت ۲۳۷۹۶ به‌عنوان یکی از آثار ملی ایران به ثبت رسیده‌است. بنیان‌گذار این مسجد، شیخ ابوالحسن سربندی بوده‌است. این بنا در خلال سال‌های ۱۳۲۵–۱۳۳۰ هجری قمری ساخته شده‌است و از بناهای قدیمی اراک در خارج از محدوده دو محله قلعه و حصار محسوب می‌شود. نخستین امام جماعت این مسجد، خود شیخ ابوالحسن بوده و بعد از شیخ محمد امامی، برای سال‌های متعددی، حاج علی میریحیی امام جماعت این مسجد بود.